# A választás, a népszavazás és a népi kezdeményezés rendje elleni bűncselekmény
A választás, népszavazás és európai polgári kezdeményezés rendje elleni bűncselekmény a magyarországi jogban a közigazgatás rendje elleni bűncselekmények csoportjába tartozó bűncselekmény. A büntető törvénykönyv 350. §-a szabályozza.

## Háttér
Az Alaptörvény szerint Magyarország demokratikus jogállam, ahol a közhatalom forrása a nép, amely hatalmát választott képviselői útján, kivételesen közvetlenül (népszavazás útján) gyakorolja. 
Magyarország – az Európai Unió tagjaként – részese a lisszaboni szerződésnek, amely többek közt lehetővé teszi, hogy a magyar polgárok más EU-országok lakóival együtt úgynevezett európai polgári kezdeményezés keretében jogszabály-módosítást terjesszenek az Európai Bizottság elé.
A nép különböző képviselőinek megválasztását a választási eljárásról szóló 2013. évi XXXVI. törvény, a népszavazásokat és az európai polgári kezdeményezéseket a 2013. évi CCXXXVIII. törvény szabályozza.

## A választások rendje elleni cselekmények
Az államnak alapvető érdeke a választások és népszavazások tisztasága, és az, hogy a választópolgárok bízhassanak a választások és népszavazások tisztaságában. 
A választások rendjét többféleképpen is alááshatják rosszhiszemű személyek.
a) A választáson indulni kívánó polgároknak be kell szerezniük egy bizonyos számú ajánlást a választójogosultaktól. Előfordulhat, hogy ezt az ajánlást a jelölési eljárás szabályait megszegve erőszakkal, fenyegetéssel, megtévesztéssel vagy anyagi juttatással szerzi valaki meg.
b) A népszavazás vagy európai polgári kezdeményezés indítványozása érdekében a szervezőknek be kell szerezniük egy bizonyos számú támogató aláírást. Előfordulhat, hogy rosszhiszemű vagy túlbuzgó szervezők erőszakkal, fenyegetéssel, megtévesztéssel vagy anyagi juttatással szereznek ilyen aláírást.
c) A törvény meghatározza, hogy ki jogosult szavazni. Előfordulhat, hogy valaki jogosultság nélkül szavaz.
d) A törvény meghatározza, hogy ki jogosult különböző választási dokumentumokat aláírni, és előírja, hogy a választási, népszavazási eljárás során közölt adatoknak valósaknak kell lenniük. Előfordulhat, hogy valaki jogosulatlanul ír alá, vagy hamis adatokat tüntet fel,
e) Előfordulhat, hogy valaki a szavazásra jogosult polgárokat a választásban, a népszavazásban, a népszavazási vagy az európai polgári kezdeményezésben akadályozza, vagy őket erőszakkal, fenyegetéssel, megtévesztéssel, vagy anyagi juttatással befolyásolni törekszik.
f) A törvény elrendeli, hogy a választások és népszavazások titkosak. Előfordulhat, hogy valaki ezt a titkosságot megsérti.
g) Előfordulhat, hogy valaki meghamisítja a választás, a népszavazás, a népszavazási vagy az európai polgári kezdeményezés eredményét.
h) A b) pontban leírt esetekben előfordulhat, hogy valaki az ajánlásáért, illetve a népszavazás kezdeményezése vagy európai polgári kezdeményezés indítványozása során az aláírásáért anyagi juttatást fogad el.
i) Előfordulhat, hogy valaki a szavazatát anyagi juttatás nyújtásától teszi függővé, és erre tekintettel anyagi juttatást fogad el. 

## A büntető törvénykönyvben
A magyarországi jog büntetni rendeli a választások rendjét a fenti módokon aláásó cselekményeket. Aki a választások, népszavazások vagy európai polgári kezdeményezések során az előző szakaszban felsorolt valamely cselekményt elköveti, az a 2012. évi C. törvény (a büntető törvénykönyv) 350. § szerint bűntettet követ el és három évig terjedő szabadságvesztéssel büntetendő.